# 7-й піхотний полк (Австро-Угорщина)

7-й Каринтійський піхотний полк (нім. k.u.k.  Kärntnerisches Infanterie-Regiment Nr. 7, IR. 7 або нім. k.u.k. Kärntnerisches Infanterie-Regiment „Graf von Khevenhüller“ Nr. 7) — піхотний полк Спільної армії Збройних сил Австро-Угорщини.

## Історія

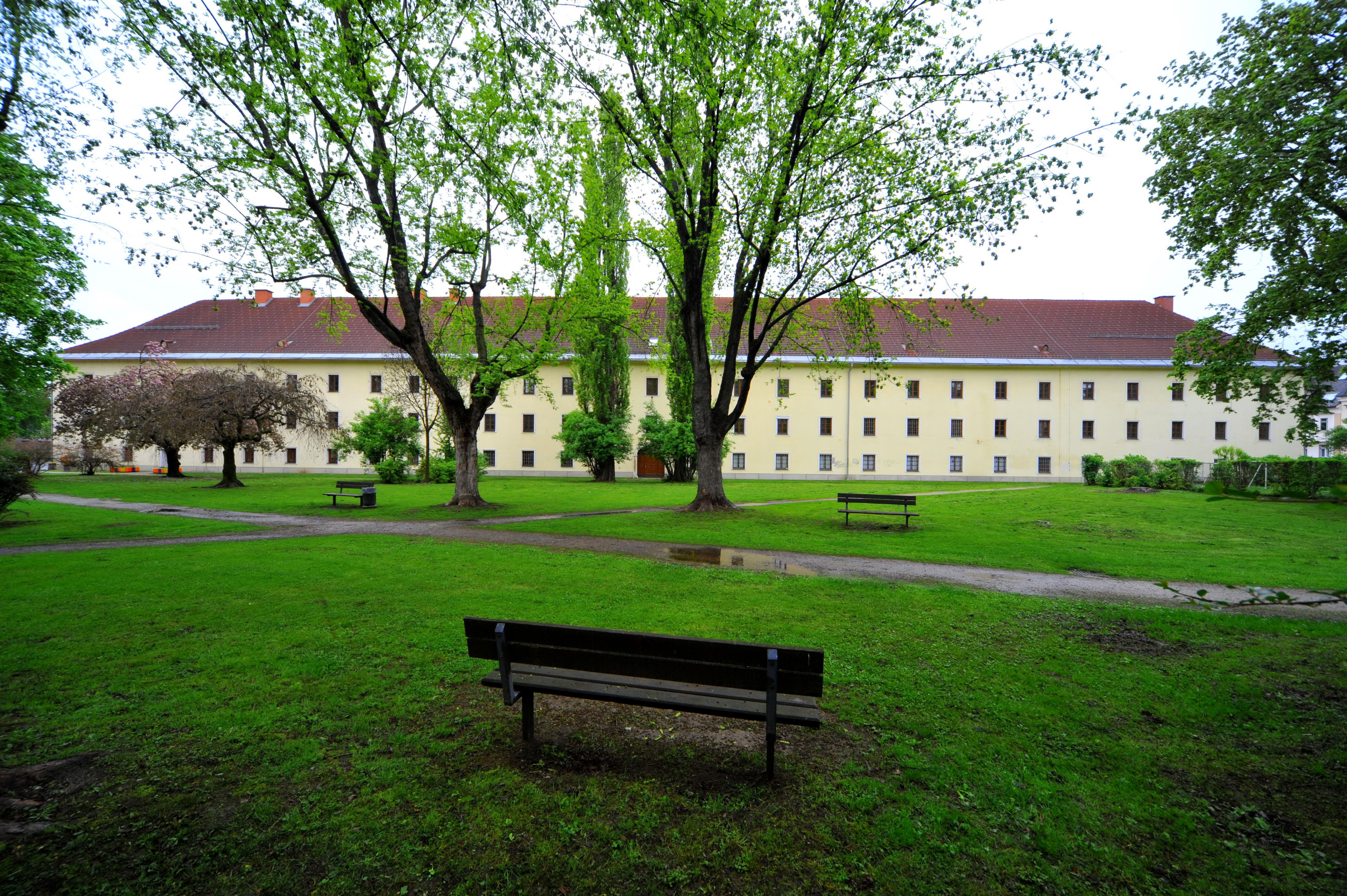
Колишні казарми полку в Клагенфурті.

Полк було створено в 1691 році, в розпалі Великої турецької війни за наказом Леопольда I. 25 січня 1691 р. граф Нотгер Вільгельм фон Еттінге–Бальдерн сформував полк чисельністю 1500 чоловік і розміром в 10 рот. В полк входили вихідці з Франконського округу, перші добровольці прибували з Нюрнберга, Бамберга, Байройта, Ульма, а також з Ротенбурга-на-Таубері. Чисельність полку досягала 1320 мушкетів і 80 еспонтонів для молодших офіцерів. Полк отримав почесну назву в честь графа Еттінгена-Бальдерна як засновника полку, а потім був перейменований в честь барона фон Пфефферсхофена.
Основним завданням полку була оборона австрійських кордонів від турецьких набігів, спочатку він почав свою службу в Буді, фортеці Офен.
До 1699 року рівень бойового духу і морального стану полку впав до гранично низького, пішли чутки про розформування. В склад полку ввійшли частини полків «Нейпперг» і «Вюртемберг–Мемпельгард», які врятували полк від розформування. Командиром до 1717 став полковник Еберхард Фрідріх фон Нейппепг.
В 1718 році в полк були набрані рекрути з Каринтії і Штирії (за кожного виплачувалися сім'ї від 29 до 49 золотих флоринів).
Штаб–квартири: Інсбрук (1873), . Округ поповнення № 7 Клагенфурт-ам-Вертерзе (Австрія) на території 3-го армійського корпусу (у тодішньому Герцогстві Каринтія).
У 1888 році полк отримав ім’я фельдмаршала Людвіга Андреаса Хевенхюллера цу Айхельберга унд Франкенбург (1683–1744) на «постійний час».

## Бойовий шлях
Бойове хрещення 7-й полк пройшов в битві при Улаші (1696), в якій османські війська розбили австрійців. Проте, вже через рік в битві під Зентою австрійці, в тому числі 7-й полк, під командування Євгена Савойського здолали османів.
Після закінчення Великої турецької війни полк брав участь в придушенні повстання Ференца Ракоці.
В XVIII ст. полк фон Нейпперга бився в великих європейських війнах: з 1713 по 1716 він служив в Рейнській армії під час війни за іспанську спадщину, в 1716 під час чергової війни проти Туреччини відзначився в Петроварадинській битві, за що фельдцехмейстер фон Нейпперг, на той час вже не на посаді командира, відправив подячний лист полку, що на той період дорівнювало милості від самого імператора.
Полковник граф Людвіг Андреас фон Хефенхюллер особисто доповів імператору про здобуту перемогу. В жовтні 1716 р. в ході тієї ж війни полк зайняв Темешвар.
24 лютого 1717 командиром полку став граф Рейнхард Вільгельм фон Нейппер, син графа Еберхарда фон Нейпперга і в червні з полком зайняв Белград.
У війні за австрійську спадщину полк бився в Баварії, в Люксембурзі і Нідерландах.
В роки Семирічної війни полк базувався в Богемії, бився проти прусаків при Коліні, при Буркерсдорфі.
Під час воєн за об'єднання Італії полк брав участь у всіх важливих битвах у складі військ, що були під командуванням фельдмаршала Радецького. В 1859 після битви при Сольферіно 4-й батальйон зайняв Венецію, яку покинув у 1866 році.
В 1869 полк придушував повстання в Далмації проти загальної військової повинності.

#### Перша світова війна
На момент початку війни полк підпорядковувався командуванню «A», полковнику Кошацькому у Північній Галичині. 26 серпня 1914 року відбулося його бойове хрещення у битві при Золочеві. Восени того ж року полк брав участь в обороні Карпат проти наступаючих російських військ під Гнилою Липою, на дорозі Гродек — Мшана і безпосередньо в боях за Львів, після якої австрійським частинам довелося залишити місто. У жовтні полк брав участь у обороні Перемишля, який у результаті був зданий. У лютому 1915 року після перегрупування австро-угорських військ 7-й полк перейшов у 6-у піхотну дивізію і, перебуваючи в Ясіня, перейшов у наступ на лінії Баровач–Коняч.
23 травня 1915 р. Італія оголосила війну Австро-Угорщині, полк на той час знаходився на Дністрі. Через гостру нестачу військ на італійському кордоні 2-й батальйон негайно кинули до Італії, до містечка Ізонцо (решта підійшли туди вже набагато пізніше). 7-й полк взяв участь у кількох битвах при Ізонцо і відзначився у четвертій при обороні гори Сан-Мікеле, а в грудні захищав Плекенський та Райбльський перевали в Каринтійських Альпах.

## Склад
- 1-й батальйон (1903–1914: Грац);
- 2-й батальйон (1903–1914: Клагенфурт);
- 3-й батальйон (1903–1914: Грац);
- 4-й батальйон (1903–1914: Грац).

Національний склад (1914):
- 79% — німці;
- 21% — інші національності.[1]

## Почесні шефи
- 1691: граф Вільгем фон Еттінген;
- 1774–1781: фельдмаршал-лейтенант Франц Ксавер Гаррах цу Рорау;
- 1783–1809: фельдмаршал-лейтенант Карл Фрідріх фон Шредер;
- 1809–1824: фельдмаршал великий герцог Вюрцбурзький і Тосканський Фердинанд ІІІ, другий шеф – фельдцехмейстер Крістоф фон Латтерман;
- 1824–1835: фельдмаршал Крістоф фон Латтерман;
- 1835–1862: генерал кінноти Франц Адольф Прохаска фон Гельфенбург;
- 1862–1882: фельдцехмейстер Йозеф Марочич ді Мадонна дель Монте;
- 1883–1887: фельдцехмейстер Герман Дален фон Орлабург;
- від 1910: генерал піхоти Йоганн фон Шемуа.

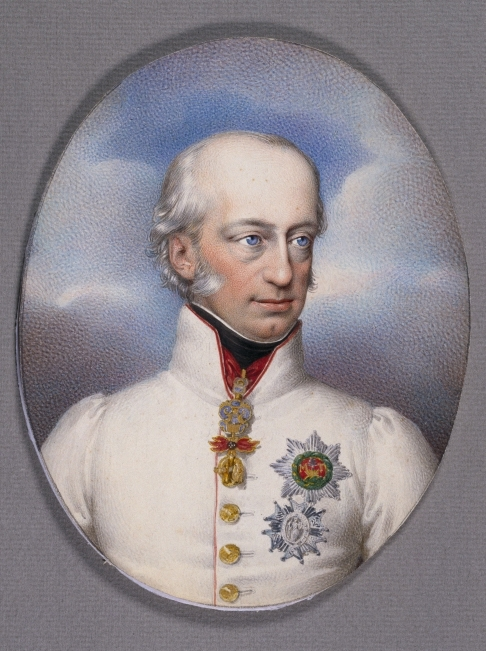
Фельдмаршал Фердинанд ІІІ
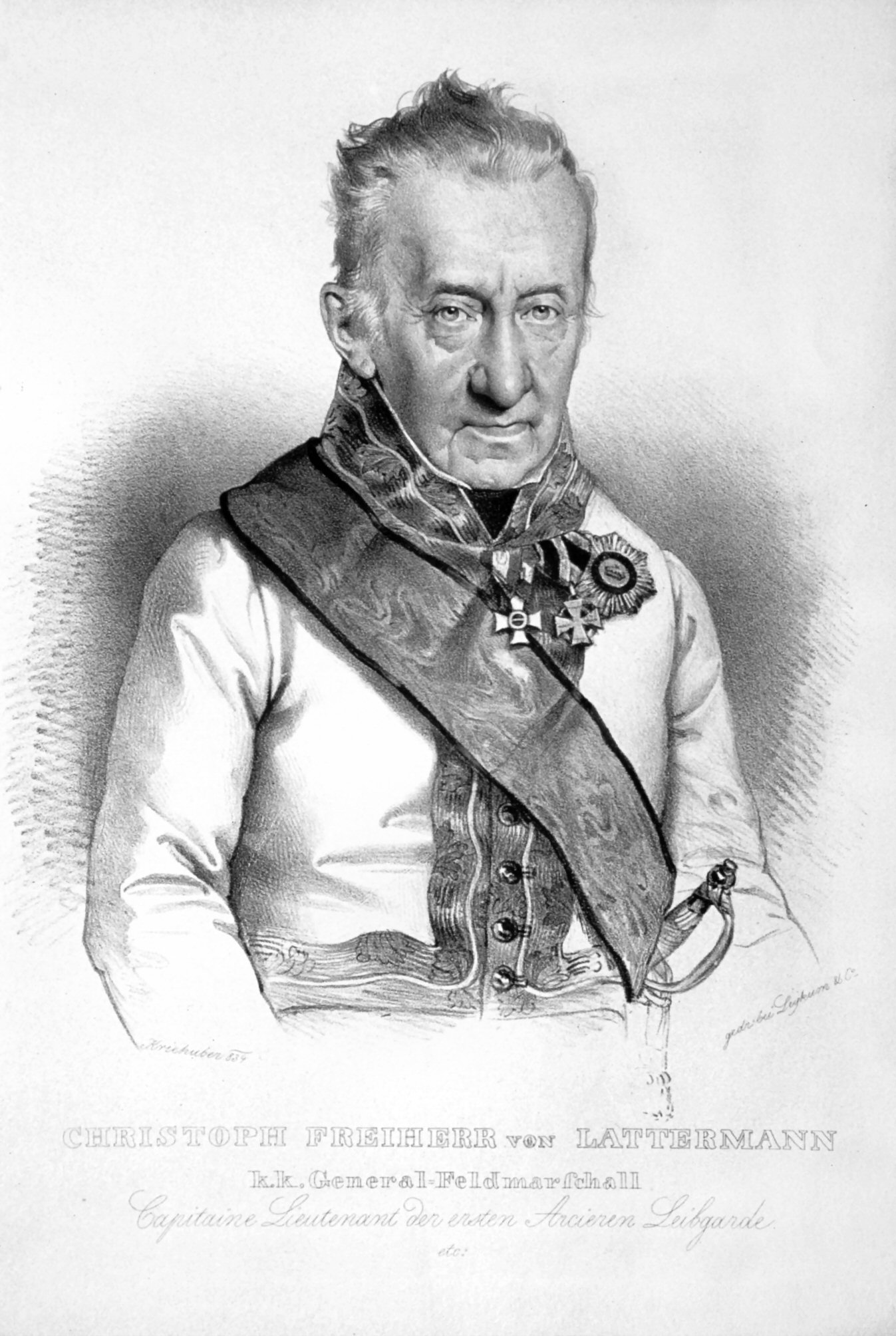
Фельдмаршал Крістоф фон Латтерман
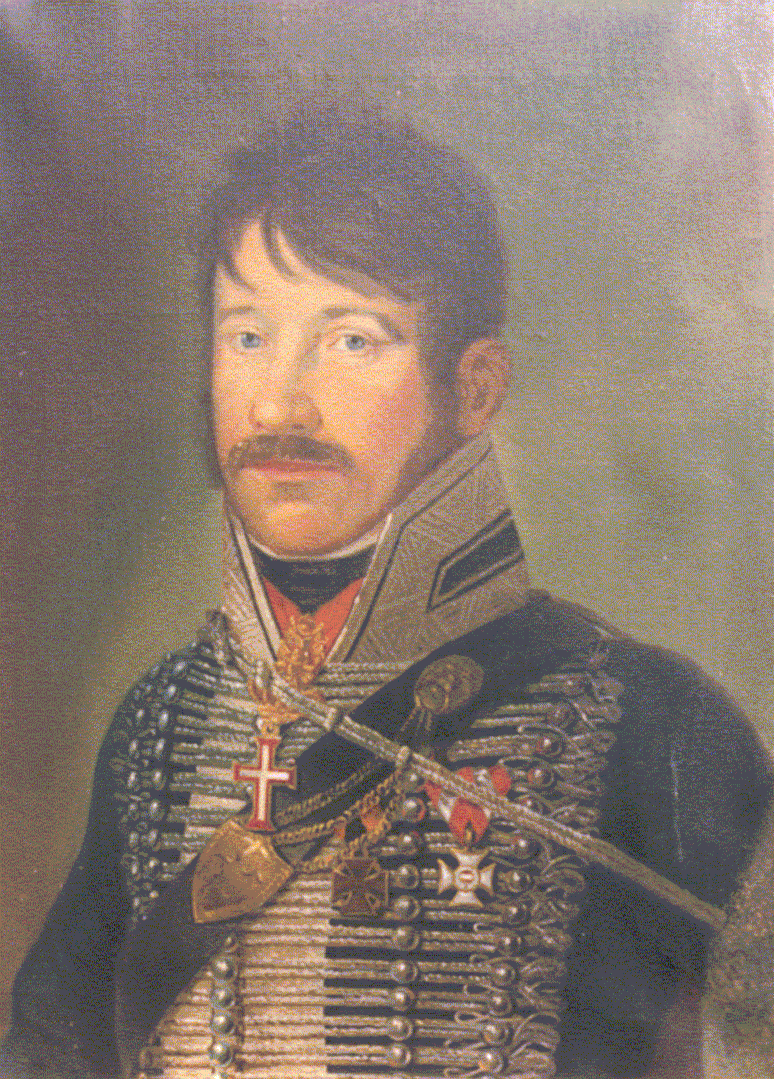
Генерал кінноти Франц Адольф Прохаска фон Гельфенбург
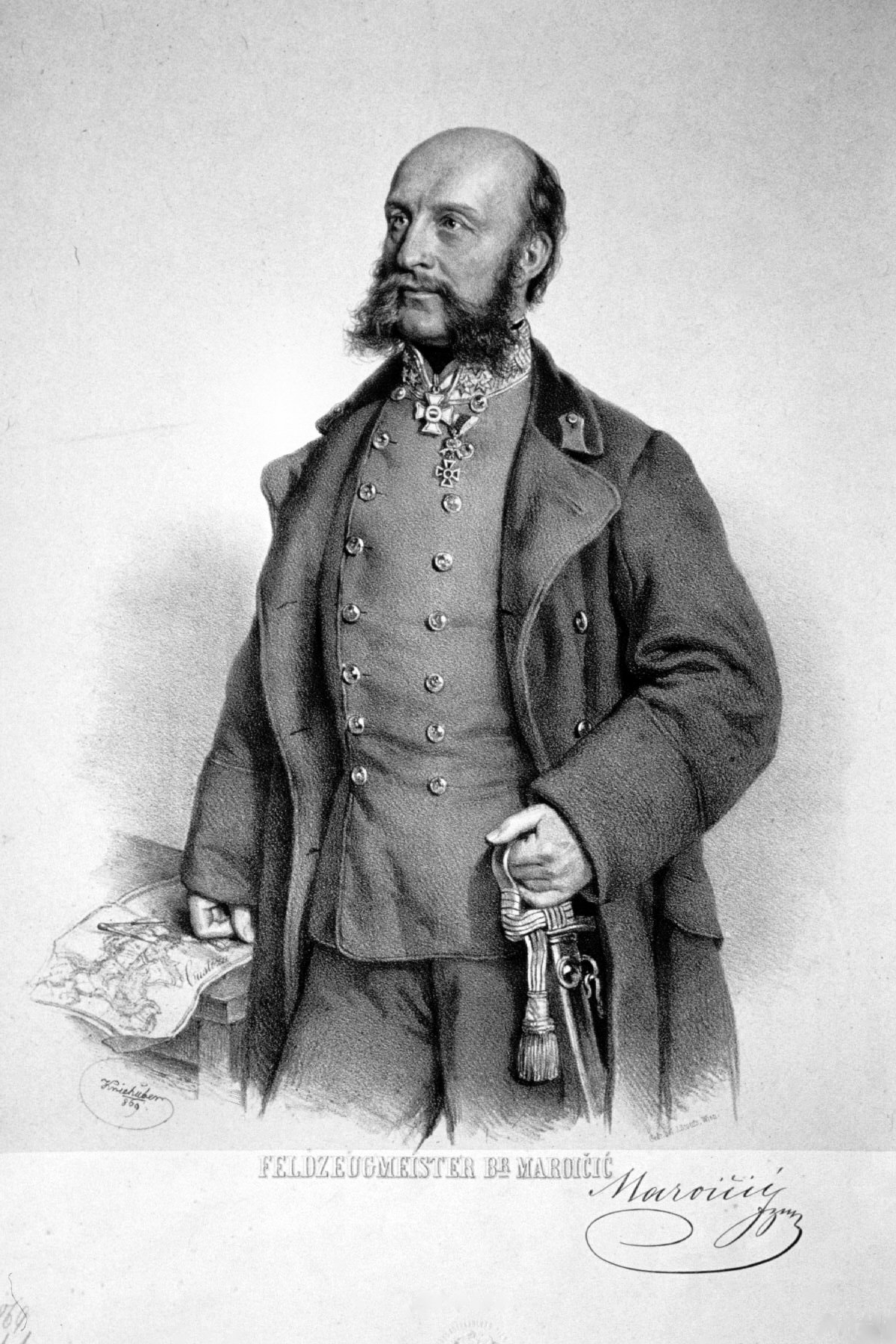
Фельдцехмейстер Йозеф Марочич ді Мадонна дель Монте
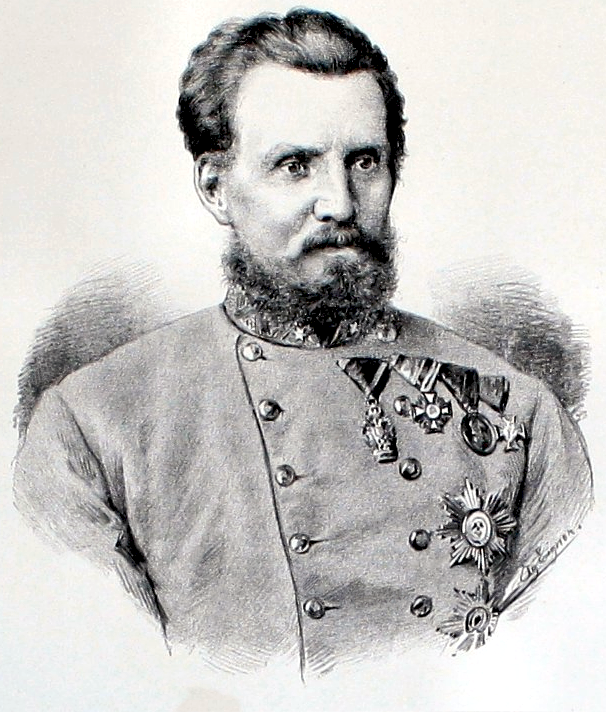
Фельдцехмейстер Герман Дален фон Орлабург

## Командування
- 1699–1717: полковник граф Еберхард Фрідріх фон Нейппепг;
- 1717: граф Рейнхард Вільгельм фон Нейпперг;
- 1873: полковник Емеріх Кайфель;
- 1893: полковник Йоганн Рунг;
- 1893–1896: полковник Едуард Пірер фон Еш;
- 1896–1901: полковник Адальберт Войтех;
- 1901–1905: полковник Віктор Райтц фон Райтценегг;
- 1906–1909: полковник Франц Паукерт;
- 1910–1914: полковник Йоганн Ферненгель;
- 1914: полковник Отто Кошацький.

## Підпорядкування
До 1893 р. полк входив до складу 12-ї піхотної бригади 6-ї піхотної дивізії. З 1893 полк переведений до 11-ї піхотної бригади тієї ж дивізії.

## Однострій та символіка

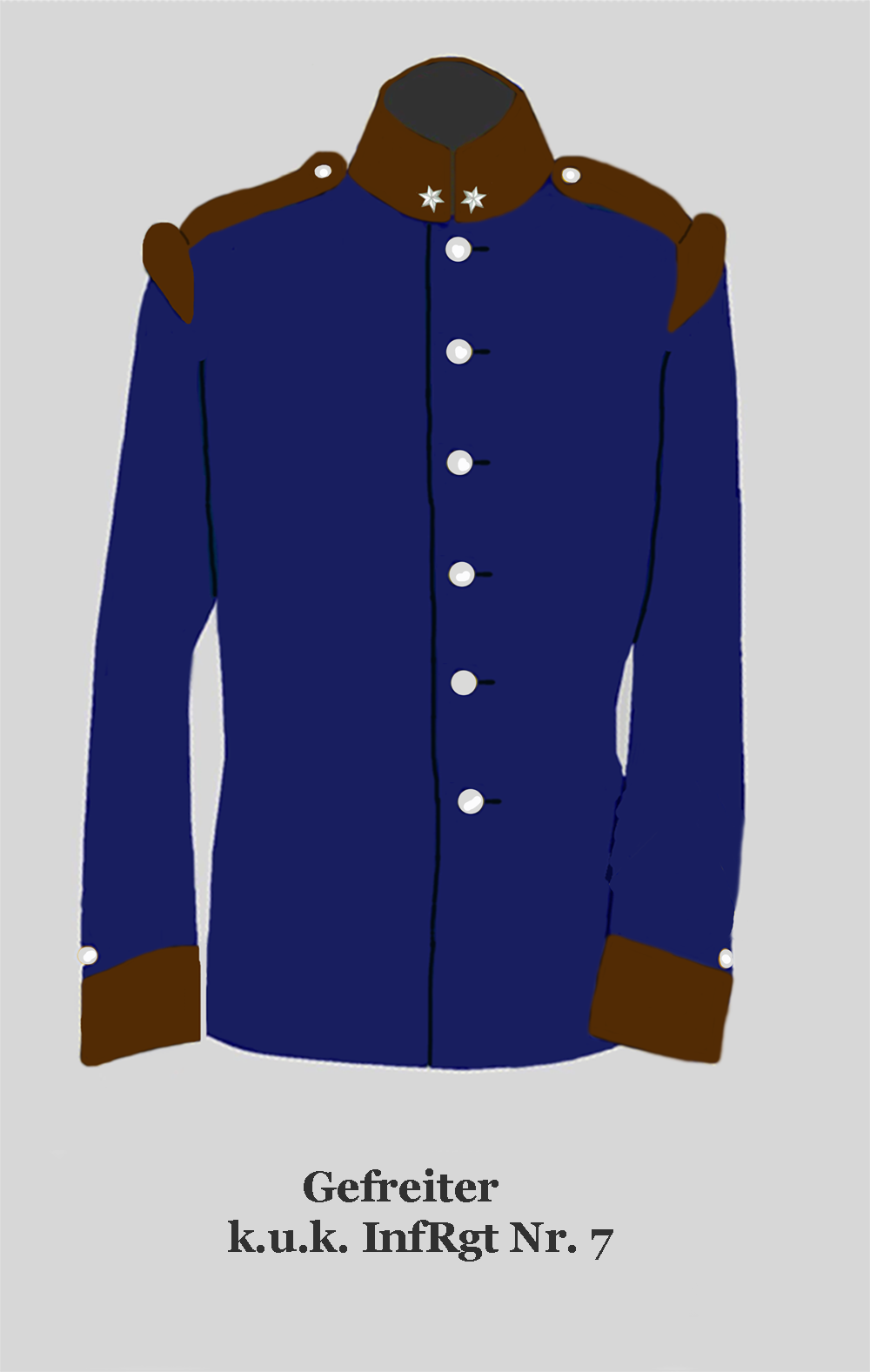
Мундир єфрейтора 7-го піхотного полку.
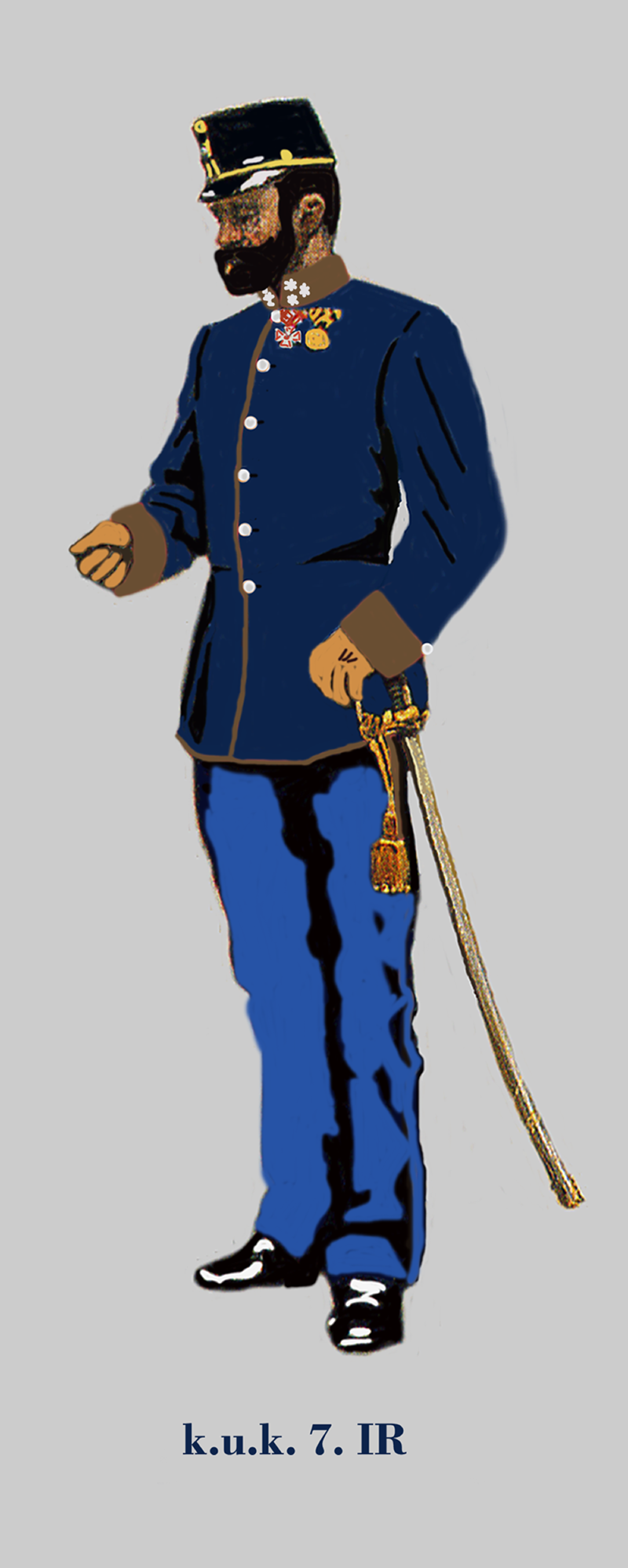
Гауптман 7-го піхотного полку в парадній формі одягу.
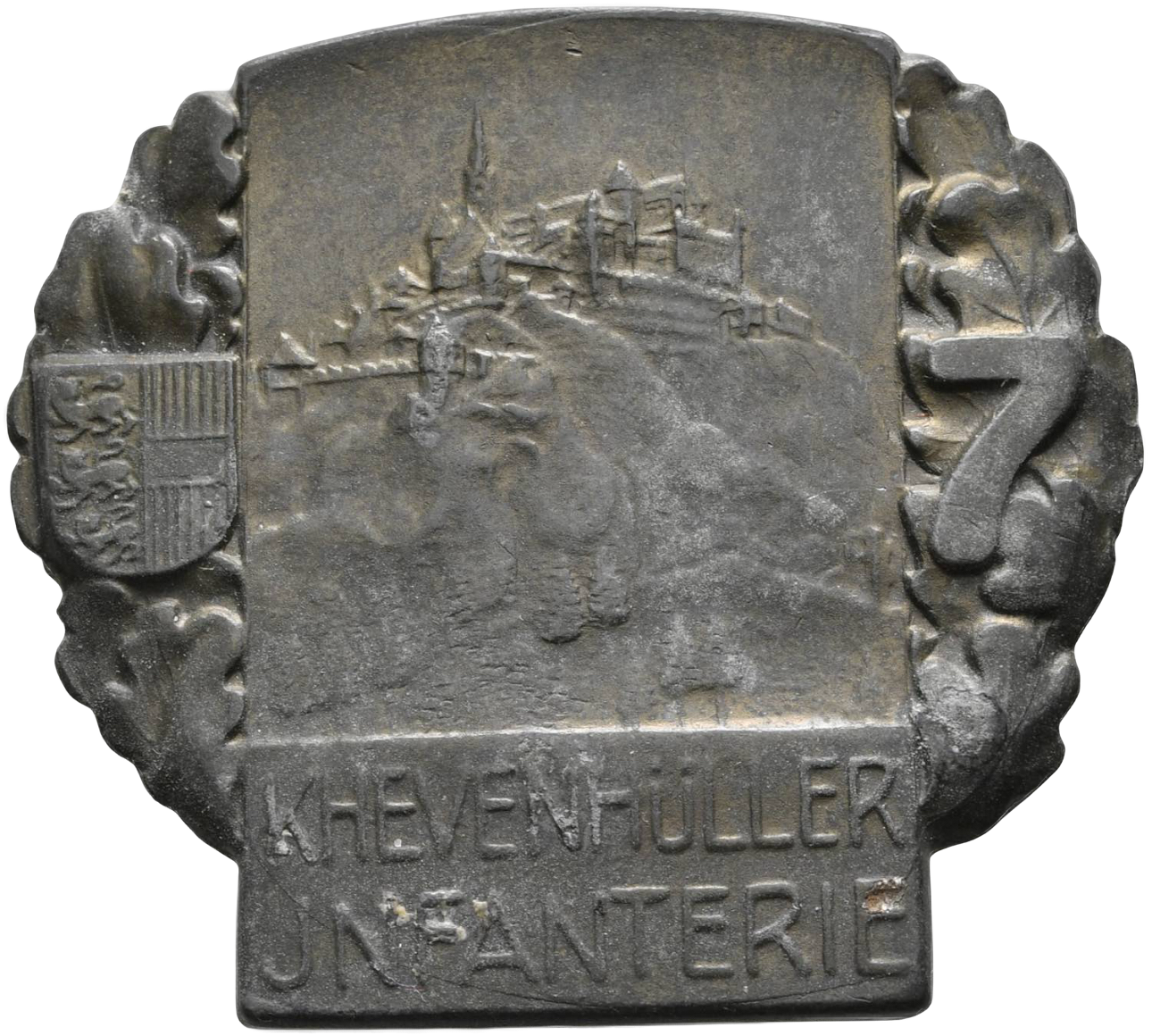
Каппен 7-го піхотного полку

## Галерея

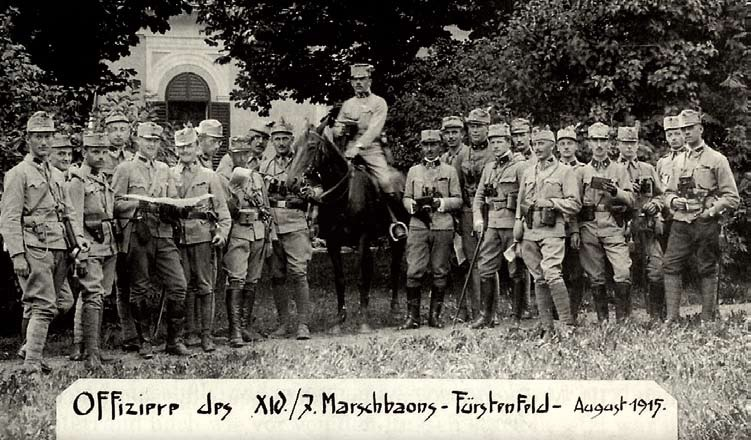
Офіцери одного з батальйонів 7-го піхотного полку у Фюрстенфельді, серпень 1915 р.
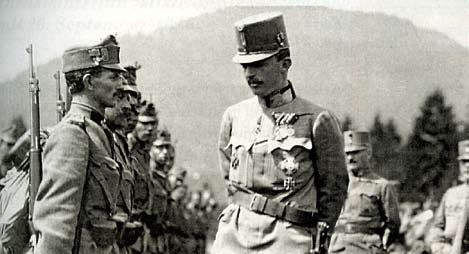
Візит імператора Карла І до 7-го піхотного полку в Тарвізіо, 4 червня 1917 р.
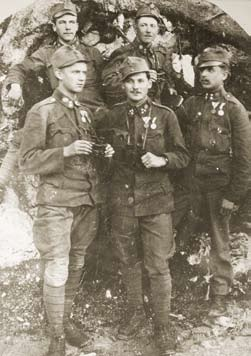
Солдати 7-го піхотного полку на Мрзлі Вргу, серед них Алойз Смол.
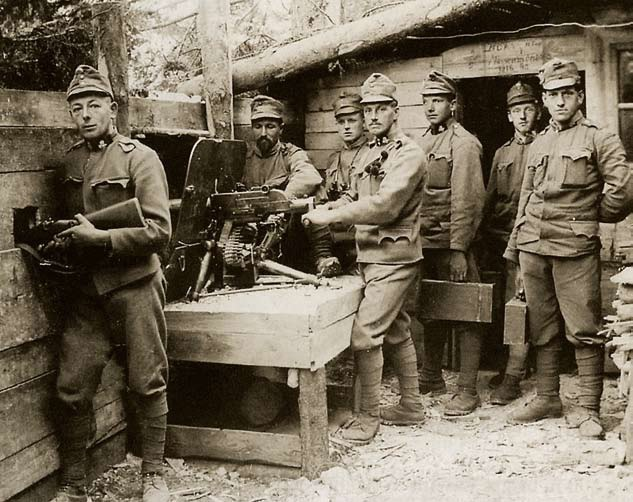
Солдати 7-го піхотного полку біля кулемета Schwarzlose MG 07/12.
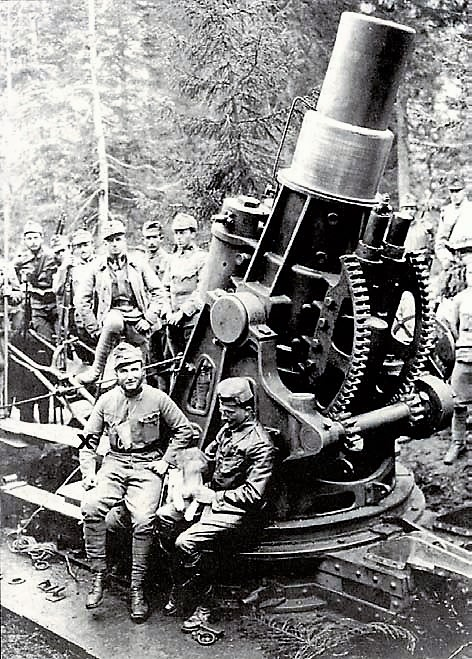
Солдати 7-го піхотного полку на 30,5 см мінометі в Зебахталі, серед них лейтенант Коцянчич.